# アボット・ハンダーソン・セイヤー

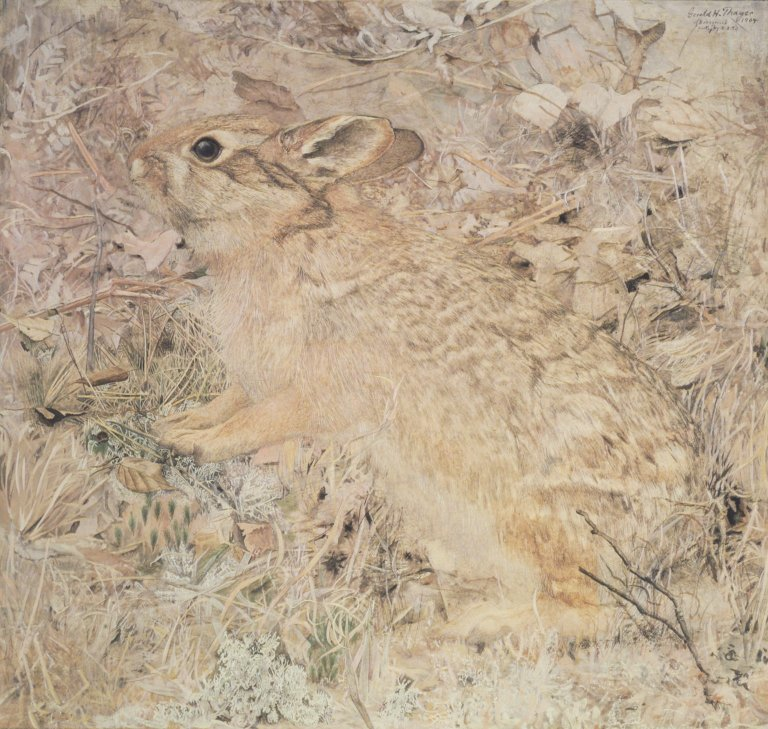
枯れ草の中の野うさぎ（Gerald H. Thayer(1883–1939)の著書図版

アボット・ハンダーソン・セイヤー（Abbott Handerson Thayer、1849年8月12日 - 1921年5月29日）はアメリカ合衆国の画家である。

## 略歴
ボストンの地方医師（country doctor）の家に生まれた。ニューハンプシャーの自然の中で育てられ、自然に興味を持ち、ジョン・ジェームズ・オーデュボンの鳥類図鑑、『アメリカの鳥類』で鳥について学んでいた。15歳の時、アマチュア画家で動物画家のモース(Henry D. Morse) と知り合い、鳥や野生動物を描く技術を学んだ。姉のエレン（Ellen Thayer Fisher:1847-1911）にも、モースから学んだことを教え、姉は後に植物画家として知られるようになる。
18歳でニューヨークに出てブルックリン美術学校で学び、ナショナル・アカデミー・オブ・デザインでウィルマース（Lemuel Wilmarth:1835-1918）に学んだ。この頃、有名な彫刻家になるダニエル・チェスター・フレンチ(1850–1931) と知り合い親友となり、またケート・ブロード(Kate Bloede)と知り合い1875年に結婚した。1875年からフランスに留学し、3年間、パリの国立高等美術学校でアンリ・レーマン(Henri Lehmann)やジャン＝レオン・ジェロームに学んだ。
1879年にアメリカに帰国し、ニューヨークに住み、画家としての仕事を始めた。はじめ「バルビゾン派」の影響を受けた風景画や、動物画を描いていたが人物画を多く描くようになった。
1889年にナショナル・アカデミー・オブ・デザインの準会員に選ばれ、1901年に正会員に選ばれた。
1901年からニューハンプシャー州のダブリンに家族と住んだ。
セイヤーは動物の体色や模様による自然界でのカモフラージュ効果について研究し、カモフラージュ技術の先駆者となった。1892年に「カウンターシェーディング」などの動物界の「保護色」の現象について著述している。1909年に息子のジェラルド・H・アボットと「動物界の色彩隠蔽 : 色と模様による隠蔽法則の図鑑」（"Concealing Coloration in the Animal Kingdom: An Exposition of the Laws of Disguise Through Color and Pattern"）を出版している。

## 作品

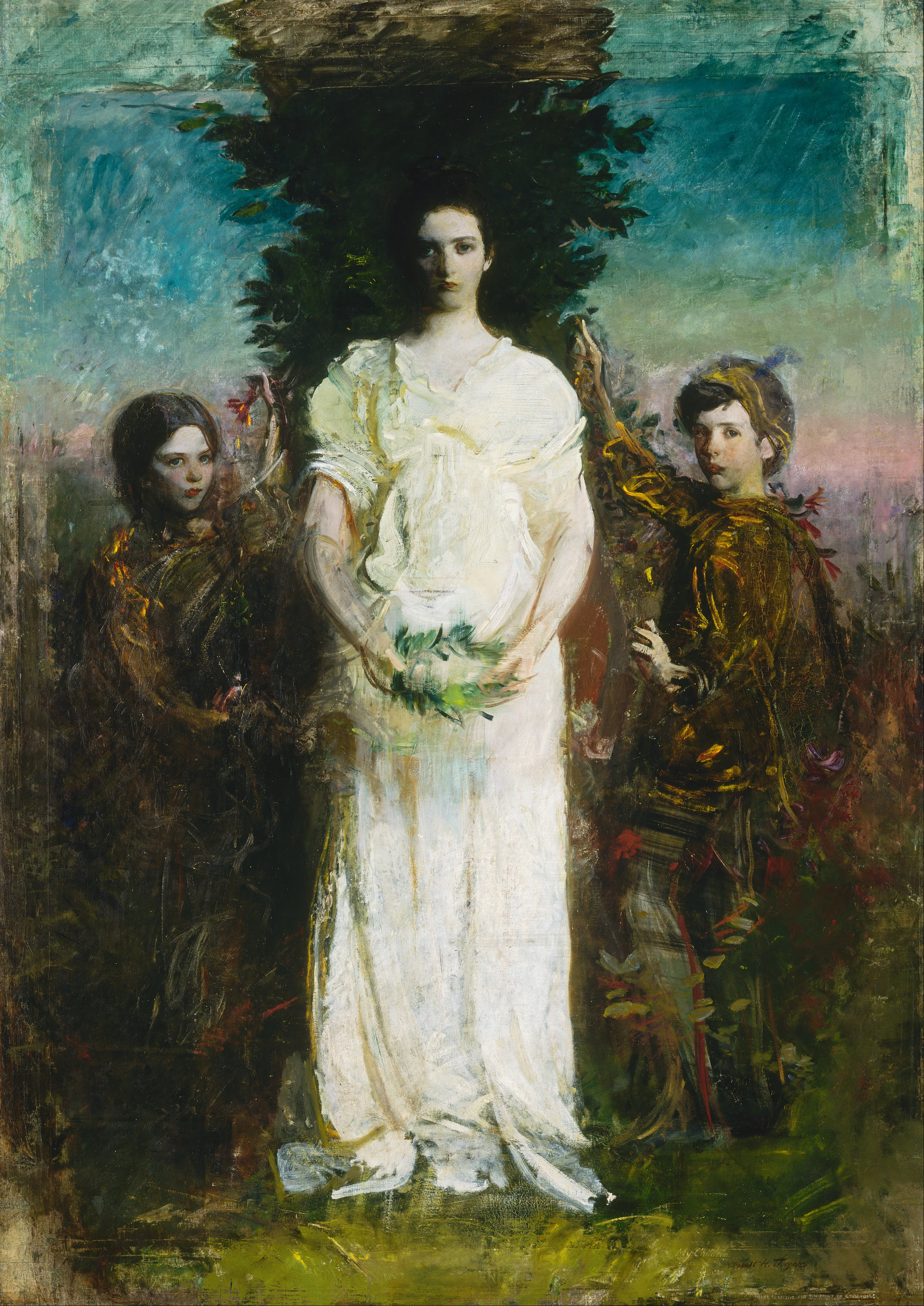
子供たち（1897）
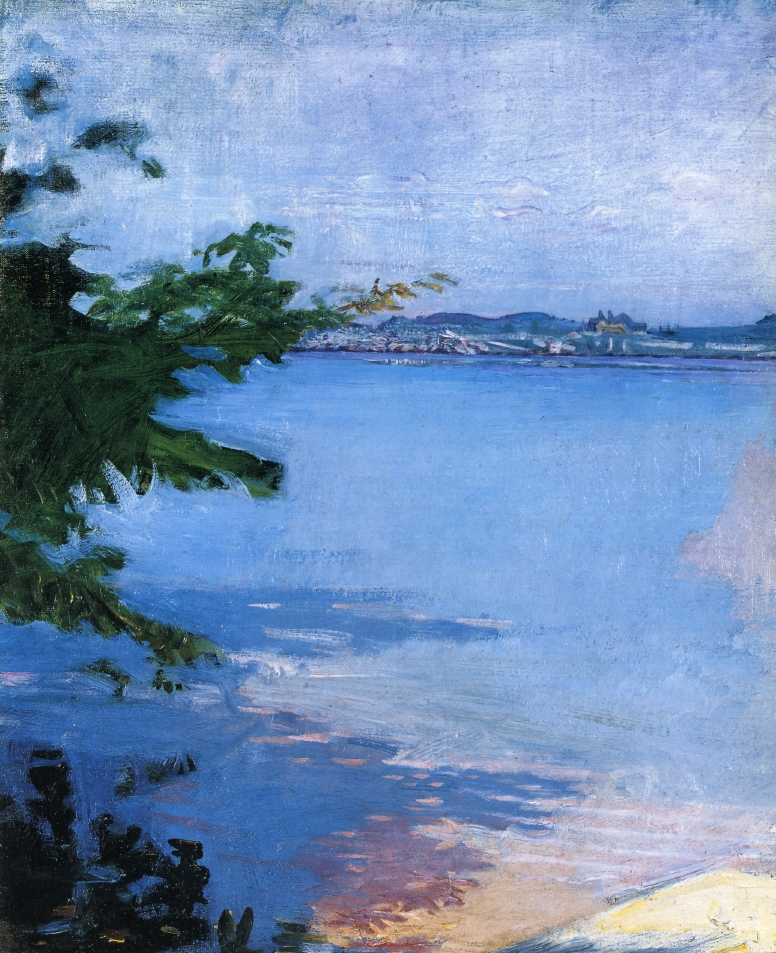
ニューハンプシャーのダブリン池（1894）
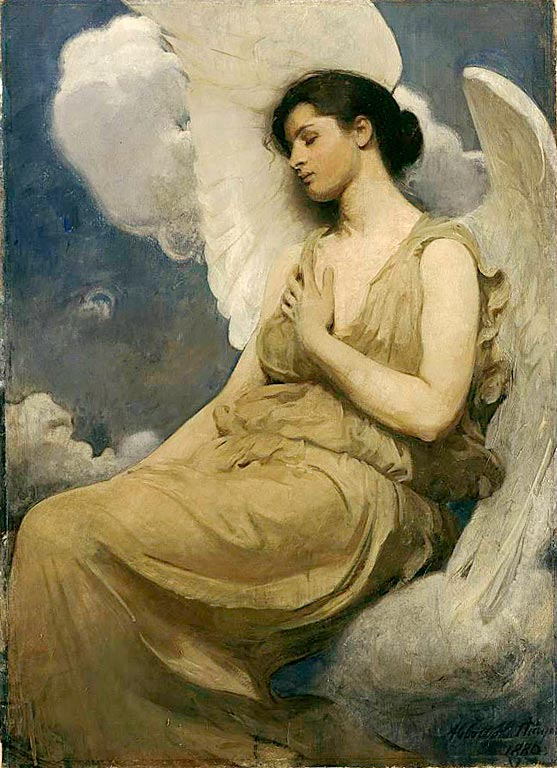
羽をつけた人物 (1889)
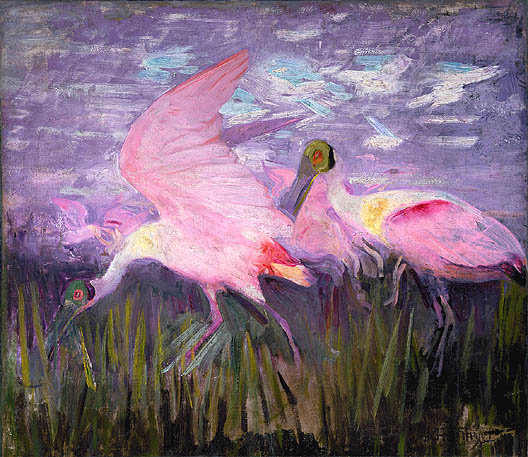
ピンクフラミンゴ (1905-1909)
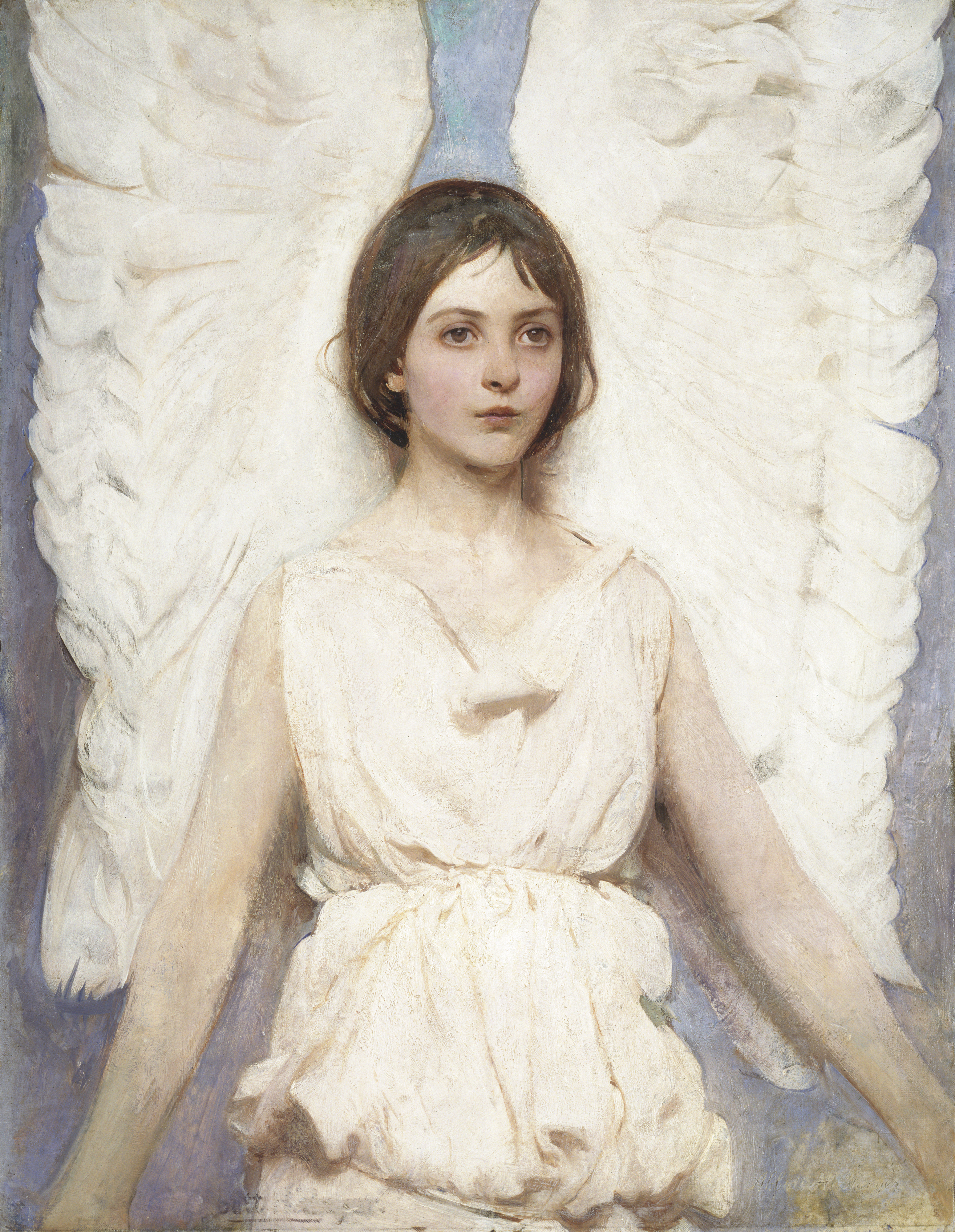
エンジェル
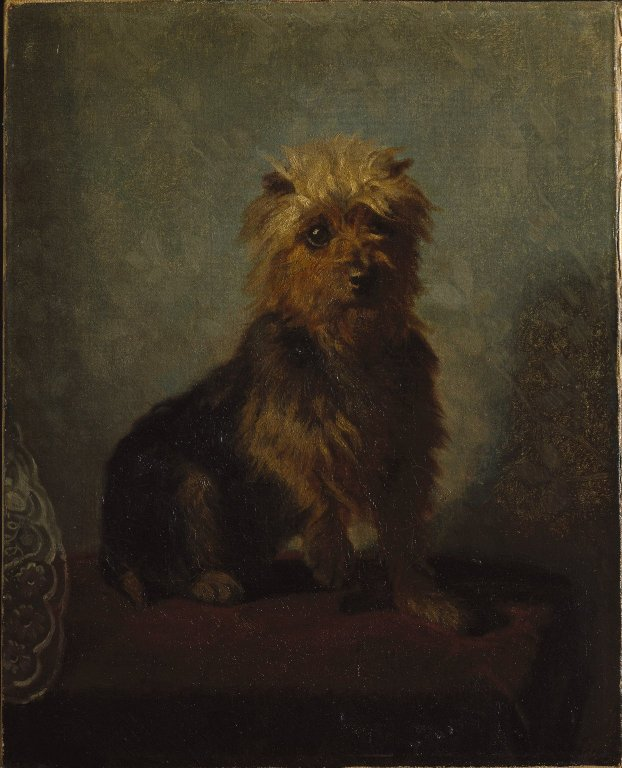
チャドウィックの犬
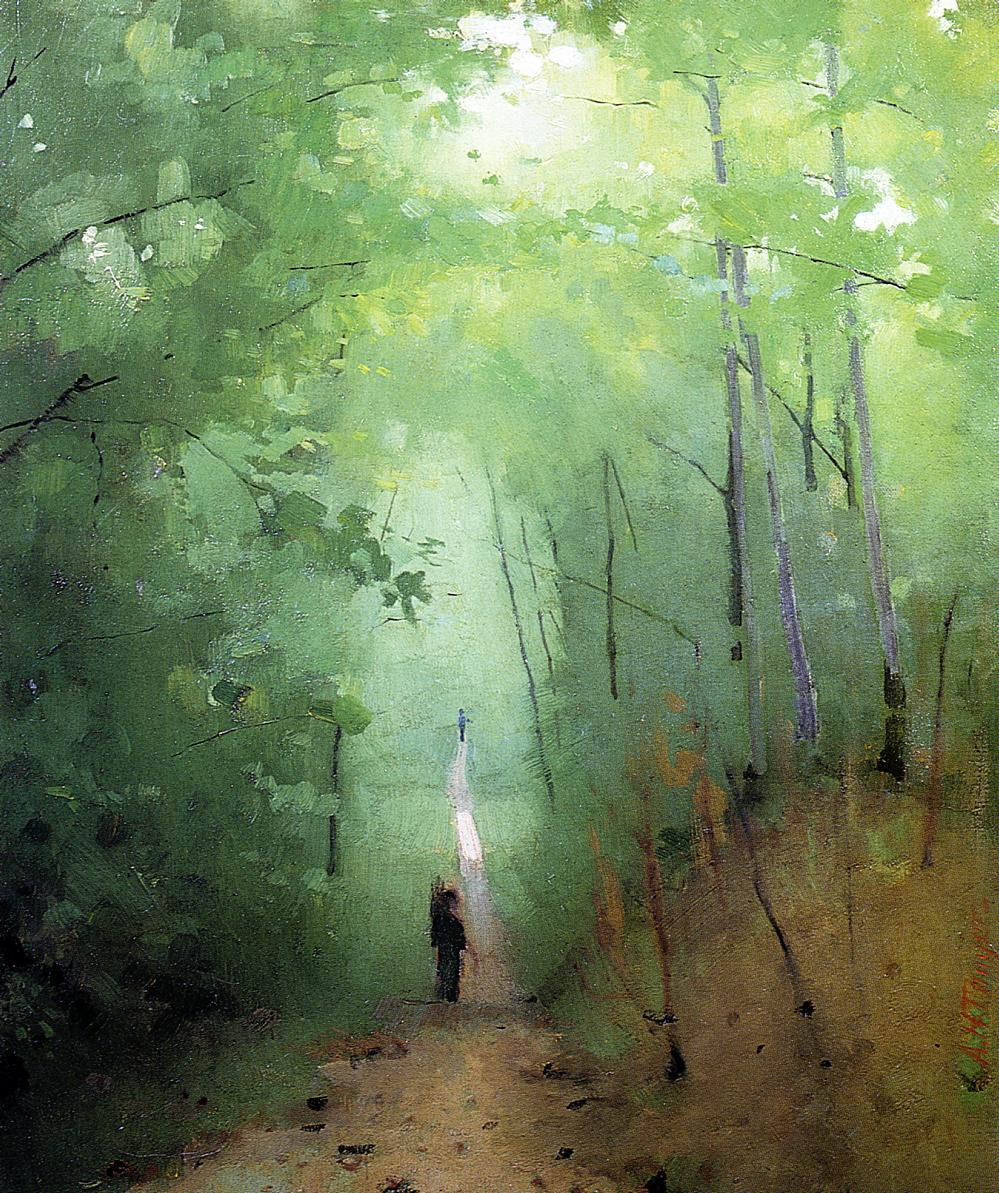
フォンテンブローの森(1895)
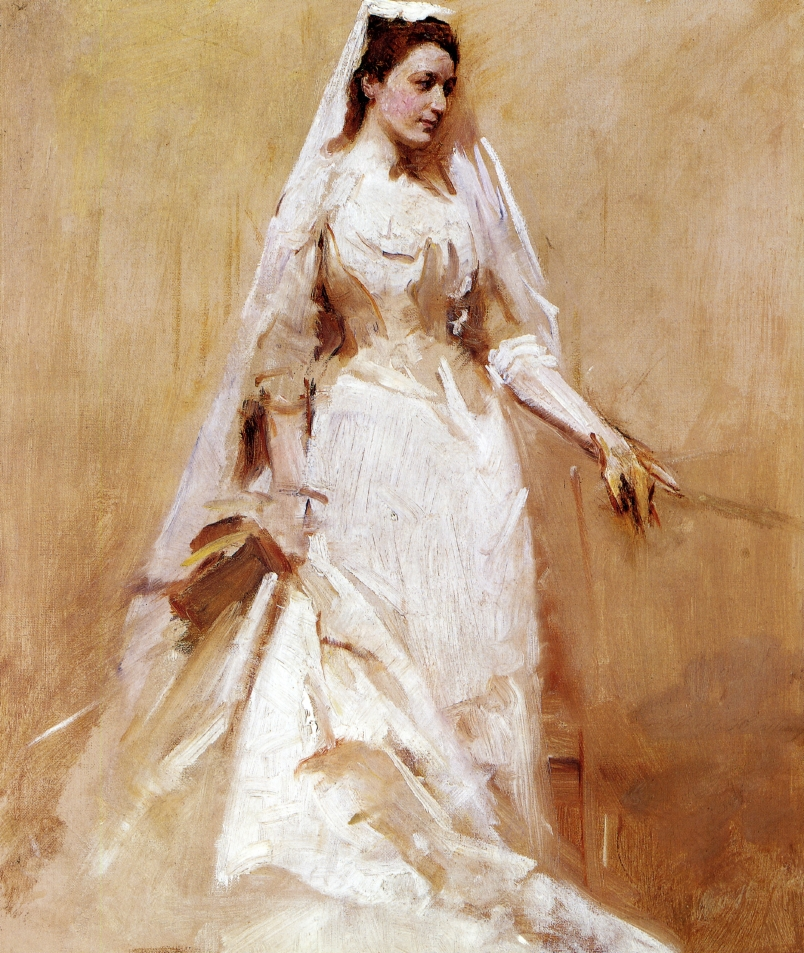
花嫁